# أمين دينار
أمين دينار هو لاعب كرة قدم مغربي من مواليد 13 يونيو 1995، يشغل مركز وسط ميدان بنادي باريس سان جيرمان.